# Tobias Christensen
Tobias Harro Christensen (nacido el 4 de enero de 1995 en Copenhague, Dinamarca) es un futbolista profesional danés que milita en las filas del Boldklubben VLI.

## Trayectoria
Es un jugador formado en el FC Copenhagen, en el que ha militado tanto en el filial como en la primera plantilla y ha sido convocado por las distintas selecciones inferiores de Dinamarca.
En 2014, firma por el Elche CF, en la que el conjunto ilicitano volverá a militar en Segunda División.
Aterrizó en el Elche CF en verano de 2014 como una apuesta personal de Víctor Orta. El danés, que pintaba como un gran jugador para el futuro, realizó la pretemporada con el primer equipo y dejó muy buenas sensaciones. Esas sensaciones Tobi no fue capaz de traspasarlas a la competición doméstica ya que únicamente disputó once partidos y solamente vio puerta en uno, contra el Sant Andreu.
En la temporada 2015/16 el jugador tampoco ha tenido la continuidad que esperaba. Ha participado en partidos de liga y de Copa Federación y también ha marcado un tanto. En el mercado de invierno es cedido al Jumilla, equipo de 2ºB del grupo IV, donde se convierte en un jugador clave para el conjunto jumillano y marcando una gran cantidad de goles para salvarlo del descenso de categoría.

## Clubes
| Club                   | País        | Año               | PJ | G |
| ---------------------- | ----------- | ----------------- | -- | - |
| FC Copenhagen          | Dinamarca   | 2013 - 2014       | 0  | 0 |
| Elche Ilicitano        | España      | 2014 - 2015       | 11 | 1 |
| Jumilla Club de Fútbol | España      | 2016              | 12 | 4 |
| FC Helsingør           | Dinamarca   | 2016- 2018        | 15 | 1 |
| Næstved BK             | Dinamarca   | 2018 - 2019       | 28 | 2 |
| HB Køge                | Dinamarca   | 2019 - 2020       | 25 | 0 |
| Vendsyssel FF          | Dinamarca   | 2020- 2021        | 6  | 0 |
| B36 Tórshavn           | Islas Feroe | 2021              | 11 | 2 |
| Vendsyssel FF          | Dinamarca   | 2021              | 2  | 0 |
| Boldklubben af 1893    | Dinamarca   | 2021 - 2022       |    |   |
| Boldklubben VLI        | Dinamarca   | 2022 - actualidad |    |   |